# Прісноводний краб (монета)
«Прісново́дний краб» — пам'ятна монета номіналом 2 гривні, випущена Національним банком України, присвячена реліктовому підвиду Potamon ibericum tauricum — єдиному представнику роду прісноводних крабів у фауні України.
Монету введено в обіг 2 серпня 2000 року. Вона належить до серії «Флора і фауна».

## Опис монети та характеристики
| Номінал грн. | Метал      | Маса, г | Діаметр, мм | Якість виготовлення | Гурт     | Тираж, штук |
| ------------ | ---------- | ------- | ----------- | ------------------- | -------- | ----------- |
| 2            | нейзильбер | 12,8    | 31,0        | звичайна            | рифлений | 50 000      |

### Аверс
На аверсі монети в обрамленні вінка, утвореного із зображень окремих видів флори і фауни, розміщено малий Державний герб України, логотип Монетного двору і написи: «УКРАЇНА» / «2» / «ГРИВНІ».

### Реверс

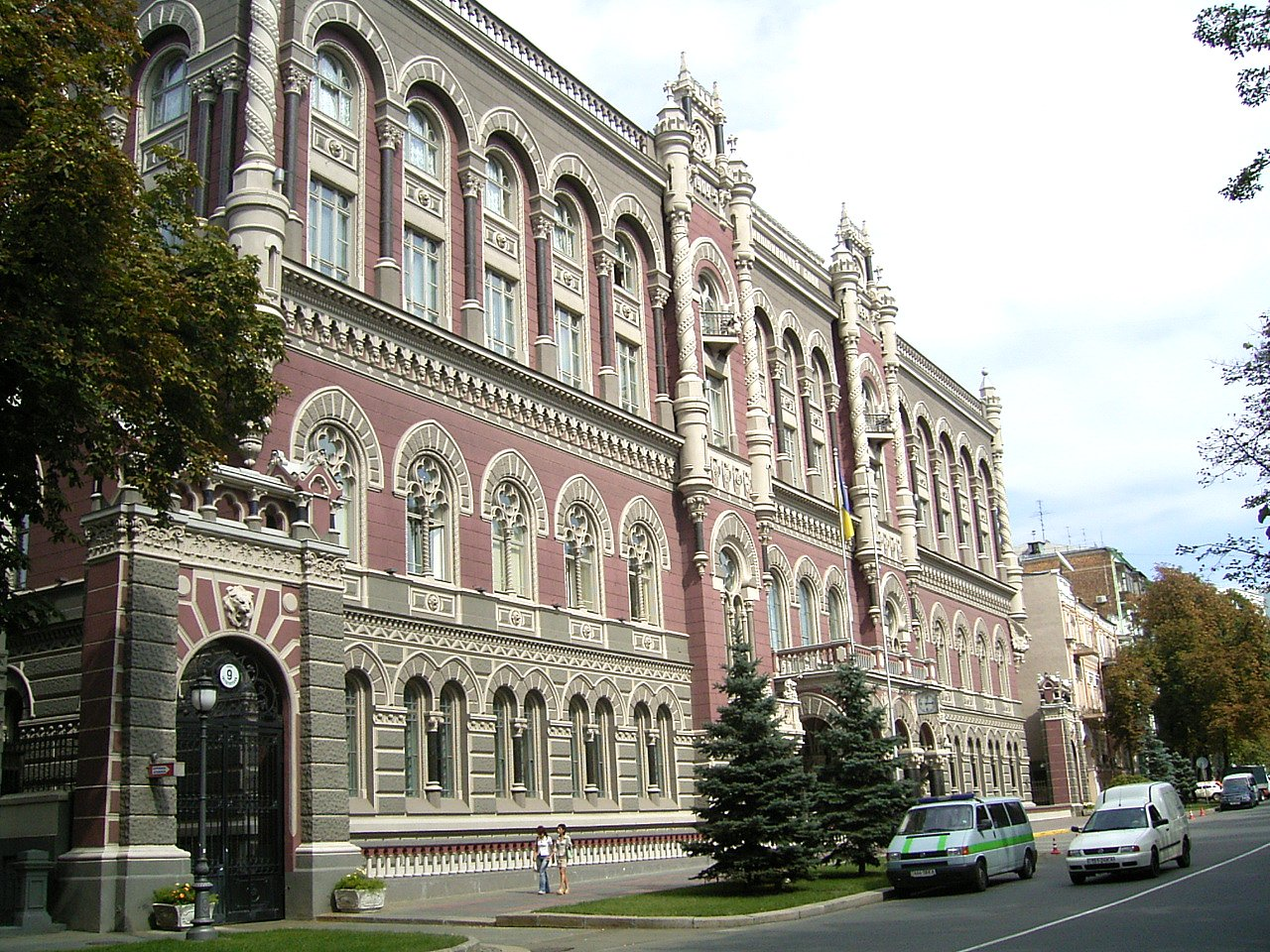
Будівля Національного банку України

На реверсі монет розміщено зображення прісноводного краба Potamon ibericum з равликом у водоростях та кругові написи: «ПРІСНОВОДНИЙ КРАБ» / «POTAMON TAURICUM».

## Автори
- Художник — Дем'яненко Володимир.
- Скульптор — Дем'яненко Володимир.

## Вартість монети
Ціну монети — 2 гривні встановив Національний банк України у період реалізації монети через його філії.
Фактична приблизна вартість монети з роками змінювалася так:
| Рік        | 2010 | 2011 | 2012 | 2013 | 2014 | 2015 | 2016 | 2017 | 2018 | 2019 | 2020 | 2021 | 2022 | 2023 | 2024 | 2025 |
| ---------- | ---- | ---- | ---- | ---- | ---- | ---- | ---- | ---- | ---- | ---- | ---- | ---- | ---- | ---- | ---- | ---- |
| Ціна, грн. | 170  | 180  | 180  | 180  | 170  | 300  | 300  | 310  | 300  | 310  | 280  | 330  | 340  | 630  | 770  | 860  |